# Giro di Romagna 1961
Il Giro di Romagna 1961, trentasettesima edizione della corsa, si svolse il 7 maggio 1961 su un percorso di 257 km. La vittoria fu appannaggio dell'italiano Adriano Zamboni, che completò il percorso in 6h54'28", precedendo i connazionali Rino Benedetti e Walter Martin.
I corridori che tagliarono il traguardo di Lugo furono 79.

## Ordine d'arrivo (Top 10)
| Pos. | Corridore       | Squadra              | Tempo    |
| ---- | --------------- | -------------------- | -------- |
| 1    | Adriano Zamboni | Molteni              | 6h54'28" |
| 2    | Rino Benedetti  | Ignis                | s.t.     |
| 3    | Walter Martin   | Carpano              | s.t.     |
| 4    | Marino Fontana  | San Pellegrino Sport | s.t.     |
| 5    | Bruno Mealli    | Bianchi              | s.t.     |
| 6    | Silvano Ciampi  | Philco               | s.t.     |
| 7    | Loris Guernieri | Torpado              | s.t.     |
| 8    | Livio Trapè     | Ghigi                | s.t.     |
| 9    | Dino Liviero    | Torpado              | s.t.     |
| 10   | Vittorio Adorni | Vov                  | s.t.     |